# Stig Wennerström (seglare)
Stig Wennerström, född 31 mars 1943 i Göteborg, är en svensk seglare.
Han seglade för Göteborgs KSS. Han blev olympisk silvermedaljör i soling-klassen vid de olympiska seglingstävlingarna 1972. I oktober 2020 blev Wennerström invald som nummer 13 i svensk seglings Hall of Fame.

## Meriter
- Guld i EM i starbåt 1967 och 1970
- Guld i VM i soling 1970
- Guld i EM i soling 1975
- Silver i OS i soling 1972
- Brons i VM i soling 1973